# 烏斯季塔爾卡區
55°34′N 75°42′E / 55.567°N 75.700°E
烏斯季塔爾卡區（俄语：Усть-Таркский район），是俄羅斯的一個區，位於該國南部，由新西伯利亞州負責管轄，面積4,061平方公里，2010年人口12,307，人口密度每平方公里3.03人。